# Дольницький Ісидор Іванович
Ісидор Іванович Дольницький (21 лютого 1830, Старі Залізці, нині в межах смт Залізці, Тернопільська область — 22 березня 1924, Львів) — український релігійний діяч, учитель Колегії св Атанасія в Римі, потім духівник і професор Львівської духовної семінарії, папський диякон, домашній прелат папи Лева ХІІІ, видатний учений-богослов Української греко-католицької церкви, що виховав багато поколінь священників Галичини.

## Життєпис
Народився Ісидор Дольницький 21 лютого 1830 р. в с. Старі Залізці (нині в межах смт Залізці, Зборівський район Тернопільська область, Україна) у домі № 258, в родині о. Івана і Єви Дольницьких. Дату народження дитини занотовано в книзі залозецької церкви Святої Трійці.
Ріка Серет розділяла містечко Заліжці на дві частини: Залізці Старі та Залізці Нові. У кожній з них була своя парафія. 1807 р., після злуки в Залізцях Старих трьох приходів в один, парохом там став о. Василь Дольницький, дід Ісидора.
Наприкінці 1830 — початку 1831 р. холера бушувала по всій Галичині. Жертвою холери став і батько Ісидора о. Іван. Молода вдова Єва у свої 19 років опинилася з трьома маленькими дітьми у важкому становищі. Отець д-р Йосиф Боцян стверджує, що вже через рік після смерті о. Івана Єва вийшла вдруге заміж за Григорія Рачинського, який «за тодішнім звичаєм з рукою вдови обняв після висвячення залізецьку парохію», заступив дітям батька. Напівсиріт Михайла й Ісидора віддали після закінчення ними початкової школи в Залізцях на навчання до Тернопільської гімназії. Закінчив її тільки Михайло, Ісидорові судилася інша доля.

## Дорога до Риму
За стараннями вітчима о. Григорія Рачинського митрополит Левицький вислав Ісидора 1845 р. до Риму, на виховання й науку в Грецьку колегію святого Атанасія. У той час Рим, за ствердженням Я. Головацького, звернув увагу на стан української освіти в Галичині, і «папа римський милостиво зробив місце для 13 українських вихованців, які мали учитися в навчальних закладах Propaganda fide». Для підготовки місць у Грецькій колегії св. Атанасія для вихованців з Галичини в Рим 1842 р. був відряджений відомий учений-славіст Ернест Вартоломей Копітар. Планувалось також, що українські вихованці мають навчатися рідною мовою, а для цього було необхідним послати разом з ними вчителя.
У жовтні 1845 р. остаточно до Рима виїхало сім хлопців, а саме
зі Львівської єпархії
- Струминський Іларій (нар. 19.VII.1831, с. Ярославичі)
- Дольницький Ісидор (нар. 21.ІІ.1830, м-ко Заліжці Старі)
- Дейницький Лев (нар. 23.ІІ.1832, с. Маркопіль)
- Білинський Йосип (с. Дегова)

з Перемишльської єпархії
- Черлюнчакевич Йосип (нар. 2.IV.1829, с. Олешичі)
- Рачинський Іван (нар. 10.ІХ.1829, с. Старява)
- Сінкевич Діонісій (нар. 20.Х.1830, с. Чернева)

## У Грецькій колегії св. Атанасія
6 листопада 1845 р Ісидор Дольницький зарахований  до Колегії. Про це свідчить витяг з книги реєстрації вихованців. За чергою запису він став 147 студентом  найстарішої східної колегії Рима. У грецькій колегії св. Атанасія впродовж 400 років навчалося 213 студентів з України й Білорусі, багато з них стали видатними діячами унійної Церкви. У Колегії св. Атанасія Ісидора Дольницького зарахували на курс «граматики», тут він навчався два роки (1846–1847), потім вивчав: «гуманітарні науки» (1848), «риторику» (1849), «філософію» (1850–1851).
Після закінчення Грецької колегії св. Атанасія — вона давала вихованцям середню освіту — Ісидор Дольницький вступив до університету Конгрегації пропаганди віри, де завершив курс філософії (1851) і теології (1852–1855).

## Священство
У 1855 році після здобуття богословської освіти Ісидор Дольницький повернувся на батьківщину, до Львова.
13 квітня 1856 р. у Львові він прийняв з рук кардинала Михайла Левицького свячення і став служителем архікатедральної церкви Святого Юра.
У 1857 році ординаріат відіслав о. Ісидора до Риму як учителя церковних обрядів і церковного співу до alma mater — Колегії св. Атаназія в Римі.
Під час праці у Колегії св. Атаназія ( 1857–1877) о. Ісидор досліджував давні рукописи, виявив перше видання Типікону Сави (1515)
У 1877 році о. Ісидор Дольницький повернувся на батьківщину, де зайняв місце духівника, професора літургійних наук і церковного співу Львівської греко-католицької  духовної семінарії. Одним із його учнів був Модест Менцинський. Також о. Дольницький  був духовним опікуном сестер василіанок.
23 червня 1885 року за ініціативою о. Ісідора у семінарії засновано Братство «Введення в Храм Пресвятої Богородиці», яке існує і донині.
У 1914 році о. Ісидор Дольницький був звинувачений у шпигунстві і рік провів у концтаборі Талергоф (Австрія).
Сучасники згадували о. Ісидора як добру, працьовиту, вибачливу, жертвену, сердечну та праведну людину, яка вже за життя мала ореол святості. Називали його між собою Дзядзьо.
Помер о. Ісидор 22 березня 1924 року в 94-річному віці. Заповів свою бібліотеку Богословському науковому товариству та Львівській греко-католицькій духовній семінарії.   Похований на Личаківському кладовищі.

## Твори
Трактати «О таїнствах», «Про вселюдне почитання Бога», «Про святі Літургії», «Про пости», «Про духовні семінарії», «О свяченнях та благословеннях» прийняті на Львівському соборі 1891.
Автор книг :  «Гласопісець, або Наспівник церковний» (1894), «Брацтво Введення П. Богородиці» (1895), «Типік Церкве русько-католіческія» (1899; усі — Львів), «Акафіст до Серця Ісусового» (1898), «Підручник церемоній для питомців семінарій» (1907; обидві — Жовква).
Створений Ісидором Дольницьким у 1899 році «Устав богослужень» (Типика) є богослужбовим кодексом для Української Греко-Католицької Церкви.

## Пам'ять
У 2001 році розпочато процес беатифікації о. Ісидор Дольницького.
У 2002 році про о. Ісидора знято докфільм «Подвижник віри Христової», реж. В. Прасоленко.
15 грудня 2021 року в межах проєкту «Вервиця єднає» молитву на вервиці провели о. Михайло Лесів та засноване о. Ісидором Дольницьким Братство «Введення у храм». Під час молитви були зачитані листи та розважання Слуги Божого о. Ісидора.